# Caliroa cinxia
Caliroa cinxia är en stekelart som först beskrevs av Johann Christoph Friedrich Klug 1816.  Caliroa cinxia ingår i släktet Caliroa, och familjen bladsteklar. Enligt den finländska rödlistan är arten starkt hotad i Finland. Arten är reproducerande i Sverige. Artens livsmiljö är lundskogar.